# Milan Bláha
Milan Bláha (2. května 1927 Brno – 25. dubna 2015) byl český hudebník – hráč na akordeon a hudební pedagog. Byl zakladatelem tradice koncertního akordeonu a členem hráčské dvojice Milan Bláha – Jiří Fábera (vystupovali společně v letech 1948–1968).

## Život
Narodil se v muzikantské rodině, otec byl amatérský kapelník a učitel hudby na mnoho nástrojů. V dětství se Milan nejprve učil hrát na housle, ale v devíti letech jej zaujala harmonika natolik, že u ní zůstal celý život. Vystudoval Reálné gymnázium v Praze Libni a jeho jméno se již začalo objevovat na koncertních podiích. Jako sólista na akordeon byl činný od roku 1943. V 16 letech složil akustickou zkoušku v Československém rozhlase v Praze, kde od roku 1948 působil nejprve v zábavní skupině, později v akordeonovém duu Milan Bláha a Jiří Fábera. Za více než 20 let spolupráce s Čs. rozhlasem si duo získalo obrovskou popularitu. V roce 1950 začal studovat na Pražské konzervatoři nejprve hru na harfu, ve třetím ročníku přešel na kompoziční oddělení a dirigování, které absolvoval v roce 1956 ve Dvořákově síni Rudolfina suitou Václava Trojana Císařův slavík. Současně studoval jako hlavní nástroj akordeon u prof. Dr. Ladislava Vachulky, u kterého absolvoval v roce 1957 celovečerním koncertem, kde s velkým úspěchem zazněly mimo jiné skladby Františka Brože Chromatické variace pro akordeon a Toccata a fuga d-moll J. S. Bacha. Jako student se zúčastnil mnoha národních a světových soutěží, kde získal v Bukurešti, Varšavě a ve Vídni 3 zlaté medaile a titul Laureáta mezinárodních soutěží ve hře na akordeon. Od roku 1959 se stal profesorem Pražské konzervatoře, kde působil až do roku 1980. Z jeho třídy vzešlo mnoho vynikajících akordeonistů. Nadále pak působil jako člen mezinárodních porot při světových soutěžích ve hře na akordeon.
Prostřednictvím obdivuhodné virtuosity získal přízeň mnoha vynikajících komponistů, čímž položil základ nové originální akordeonové literatury. Interpretoval tak premiéry koncertů pro akordeon a orchestr E. F. Buriana, E. Hlobila, M. Juchelky, D. C. Vačkáře, J. Z. Bartoše, Fr. Brože, J. Felda, M. Vacka, a zvláště nejrozsáhlejší díla Václava Trojana.
V roce 1964 založil společně s kytaristou Milanem Zelenkou a houslistou Alexejem Mádlem komorní „Trio pro musica moderna“, zabývající se a propagující výhradně naši soudobou komorní literaturu, jak v zahraničí, tak u nás na četných koncertech, v rozhlase, televizi a na mnoha výchovných koncertech pro mládež.
Milan Bláha vystupoval na uměleckých turné a dlouhodobých angažmá nejen po celé Evropě, ale navštívil také Čínu, Mongolsko, Maltu, Rusko, USA, Kanadu, kde kromě koncertní činnosti byl častým hostem rozhlasových, televizních a nahrávacích studií.
Jako pedagog vedl četné zahraniční semináře a kurzy, pravidelně ve Finsku, Švýcarsku, Francii, kde vyučoval mladé studenty. Přes jeho rozsáhlou činnost hledal stále nové cesty, jak poměrně mladý hudební nástroj, který je velice populární ve Skandinávii, Francii, Itálii, Švýcarsku, USA, Rusku atd., dostat více do povědomí českých posluchačů.
S příchodem elektrofonického akordeonu koncem šedesátých let byl natolik okouzlen novými zvuky, barvami a možností nahradit celý orchestr, že přestoupil na tento nástroj, s nímž založil v roce 1970 se svou bývalou studentkou a později v roce 1979 i manželkou Věrou Ublovou zcela ojedinělé moderní duo akordeon + elektrofonický akordeon – s repertoárovou všestranností od děl klasických až po hudbu současnou a populární. Vše se zřetelem dokonale využít obrovské možnosti nástroje a virtuozity interpretů.
Pro toto obsazení, s nímž koncertovali po celé Evropě, po nejvíce v Německu do roku 2009 psal aranžmá a vzniklo mnoho zajímavých projektů, včetně nových, původních děl našich čelních hudebních skladatelů. Zvláštní pozornost věnoval duu Václav Trojan, jehož umění ho inspirovalo k úpravám původní hudby k Trnkovým filmům Princ Bajaja, Koncert slavíka, Zpěv žabáka. Duu též věnoval Cirkusovou suitu.
Nejen v duu absolvoval Milan Bláha obrovské množství koncertů, gramofonových desek, CD, rozhlasových a televizních vysílání doma i v zahraničí, spolupráci s orchestry všech žánrů. Spolupracoval s kulturními institucemi – Pražským kulturním střediskem v tuzemsku, Pragokoncertem v zahraničí, Čs. rozhlasem v Praze, hudebními nakladatelstvími doma i v zahraničí. Spolupráce se svazem Českých skladatelů a výkonných umělců byla rovněž velmi plodná.
Životopis Milana Bláhy pokračoval bohatou, umělecky tvořivou prací do roku 2009, kdy byla ukončena těžkou nemocí. Až do 25. dubna 2015, kdy v 88 letech odešel do hudebního nebe, se intenzivně zabýval vydáváním CD ze svého bohatého celoživotního archivu.